# Lösnicher Fähre

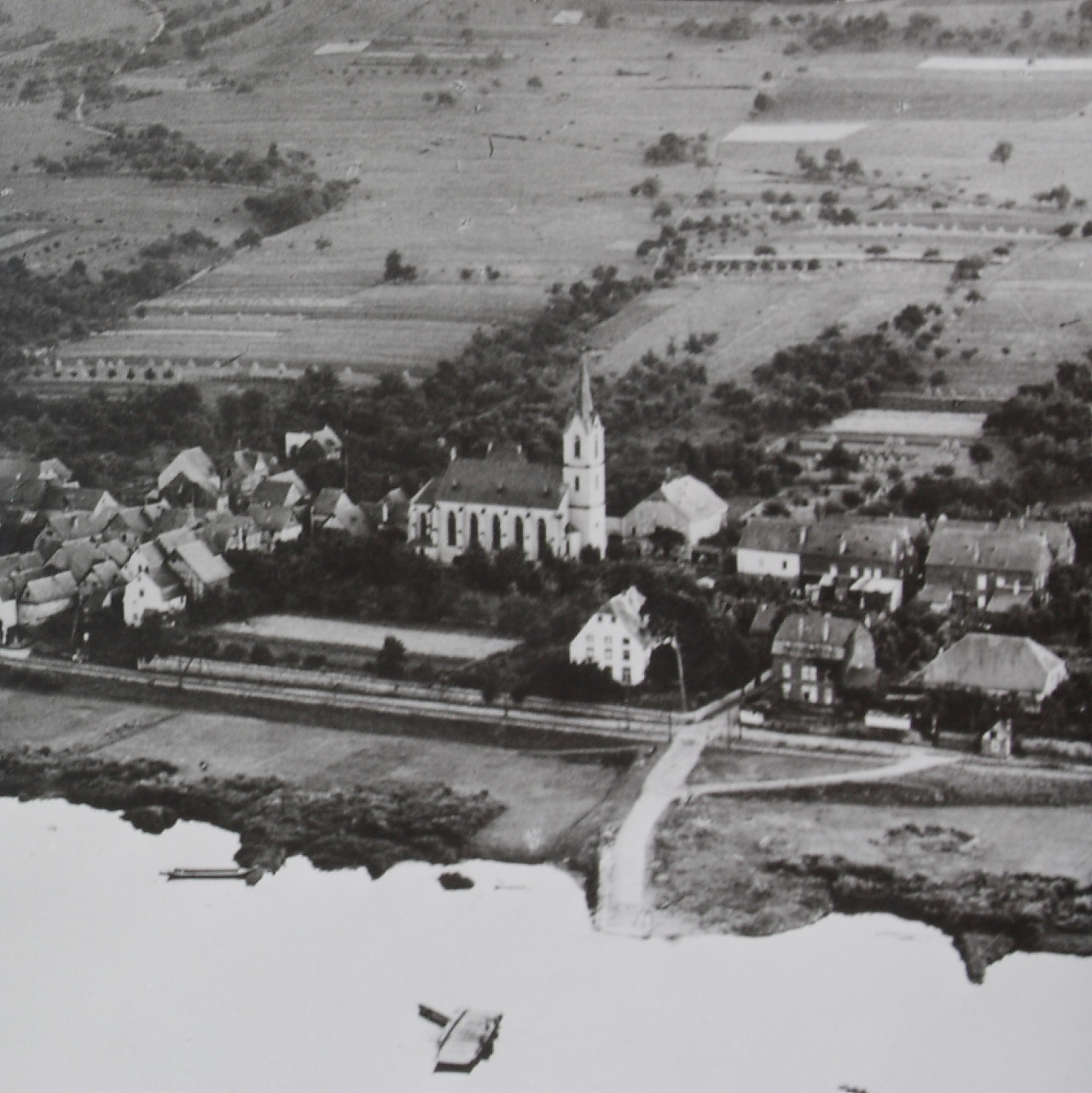
Die erste Lösnicher Gierseilfähre im Fährbetrieb von 1899 bis 1949

Die Lösnicher Fähre war eine Gierseilfähre in der Ausführung einer Rollfähre über die Mosel im Kreis Bernkastel-Wittlich. Sie war von 1899 bis 1968 in Betrieb.

## Geschichte

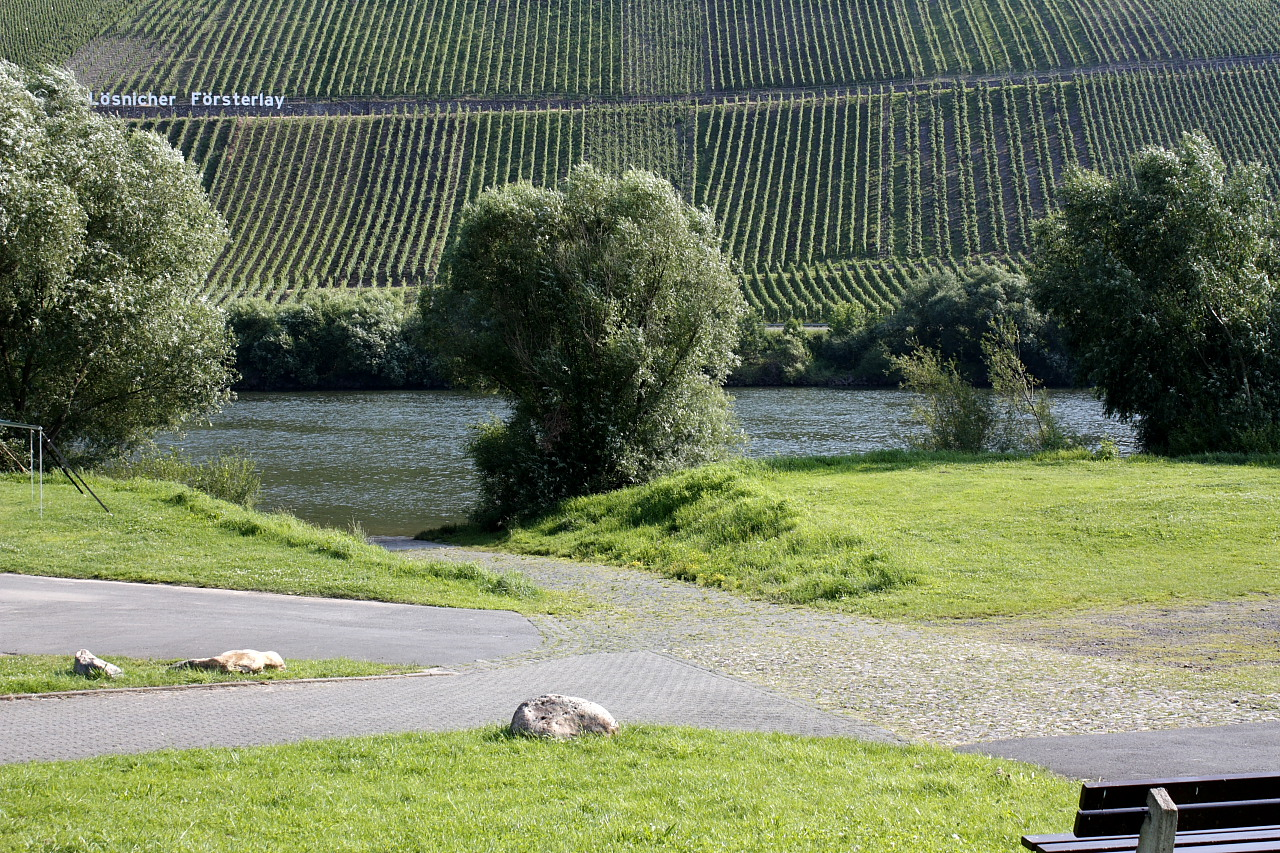
Alter Lösnicher Fährkopf auf Lösnicher Seite, 2013

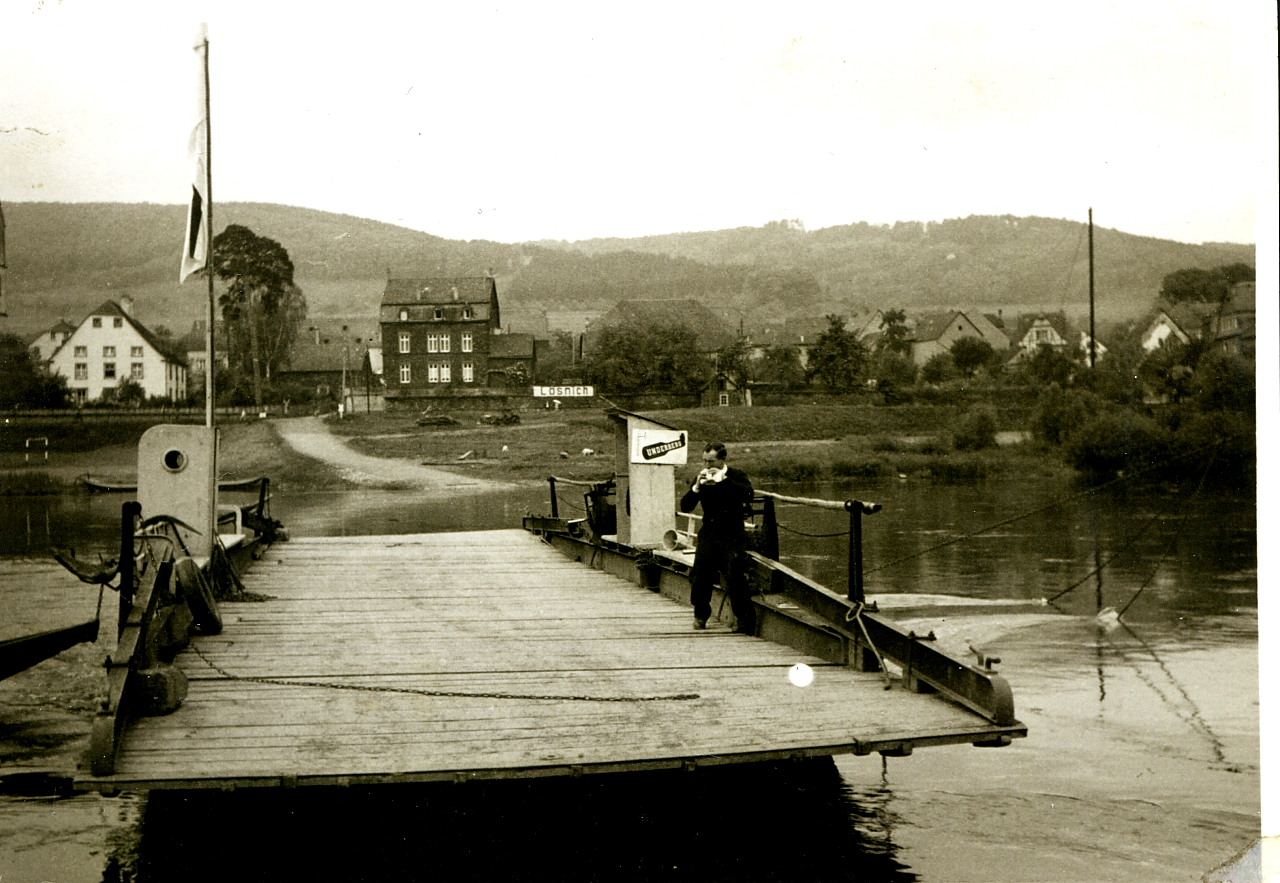
Die zweite Lösnicher Fähre nach 1949. Hinten rechts der Mast für das Seil, das die Mosel in großer Höhe überspannte und das Rollseil zu Fähre führte.

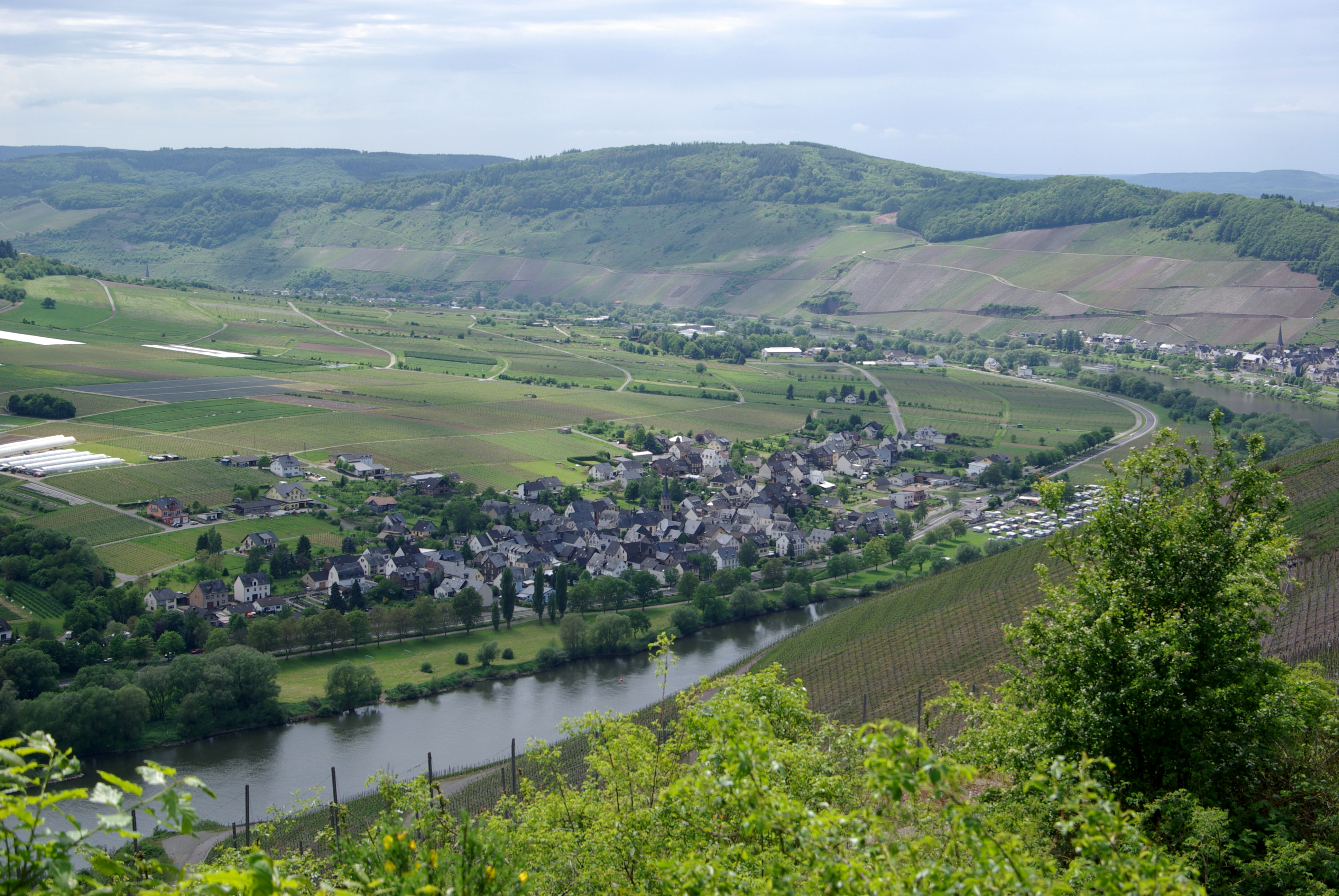
Der Nachbarort Erden von der gegenüberliegenden Moselseite aus

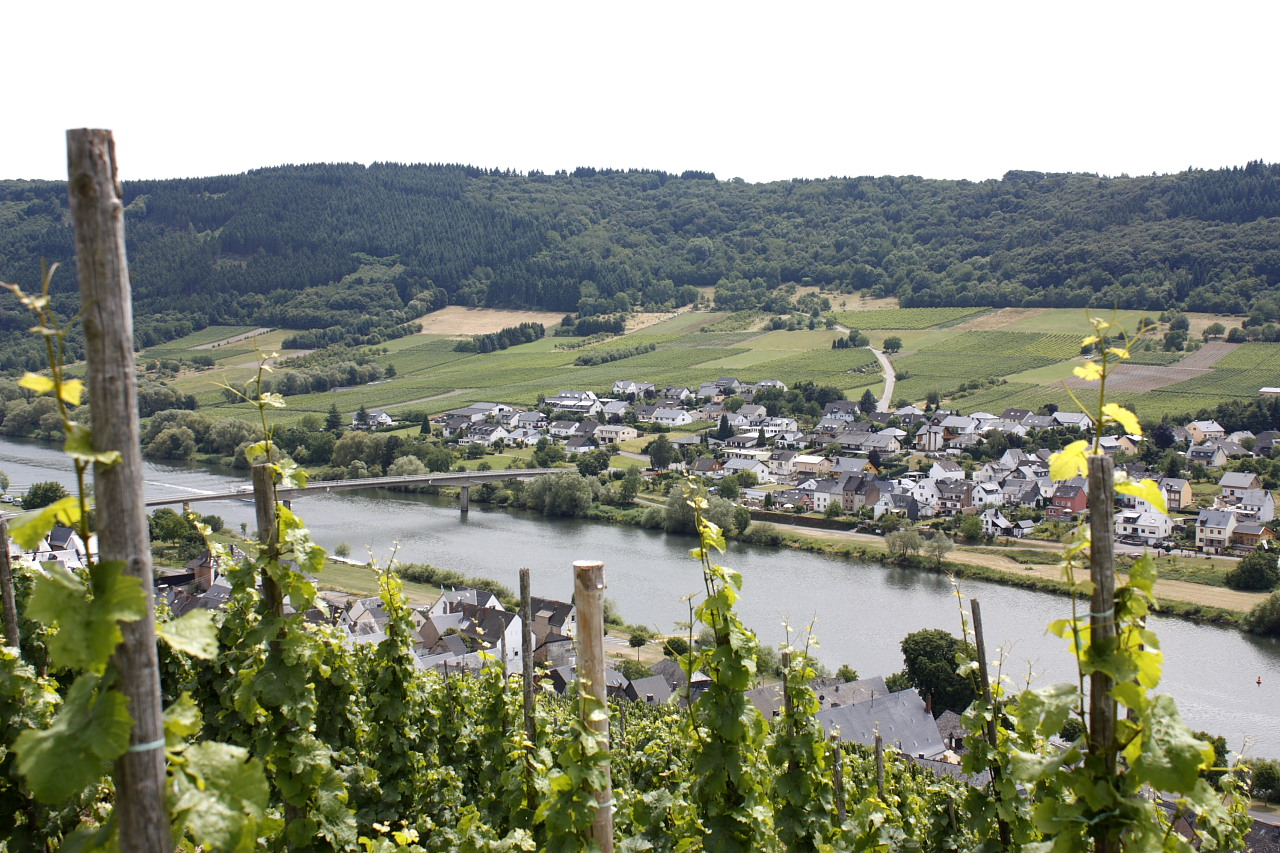
Die Kinheim-Kindeler Wirtschaftsbrücke

### Die Zeit der Nachen
Vor der ersten Inbetriebnahme einer öffentlichen Fähre in Lösnich besaßen einzelne Familien einen eigenen Nachen zur Überquerung der Mosel. Den Besitzern von Nachen war es laut einem Erlass vom 6. Februar 1891 auch gestattet, andere ohne ein entsprechendes Entgelt überzusetzen. Einunddreißig Nachenbesitzer wurden 1891 in Lösnich namentlich in einer Liste geführt.

### Anschaffung der Fähre
In den Besitz einer eigenen Fähre kam Lösnich in den Jahren 1898/99. Den Beschluss zum Bau einer eigenen Fähre fasste der Lösnicher Gemeinderat bereits zwei Jahre zuvor am 17. Juni 1896. Am 5. Juni 1897 wurde der Bau endgültig beschlossen und begonnen. Der Auftrag wurde nach Einholen eines Kostenvoranschlages an die Firma Schaubach & Crämer in Koblenz-Lützel vergeben. Der Kostenvoranschlag belief sich mit Fährturm auf 10.698,00 Mark.
Genau 50 Jahre blieb diese Fähre in Betrieb. Zum Ende des Zweiten Weltkrieges wurde sie durch den Fährmann Franz Sausen, den Bürgermeister Albert Arns und einige Bürger vorübergehend versenkt, um sie vor Beschuss und Bombentreffern zu schützen. Nach Beendigung der Kämpfe wurde die Fähre sofort wieder gehoben und in Betrieb gesetzt, während die Nachbarfähren beschädigt und noch längere Zeit unbrauchbar waren. 1949 wurde sie abgelöst durch den Erwerb der Zeltinger Fähre, die durch Bau der Zeltinger Brücke freigeworden war. Die alte Lösnicher Fähre ging daraufhin an einen Fischer nach Kröv. Nach Fertigstellung der Erden-Lösnicher Brücke im Jahre 1968 wurde der Fährdienst in Lösnich schließlich eingestellt.

### Brückenbau und Stilllegung der Fähre
Für die Dörfer Lösnich und Erden liegen große Teile der Gemarkung, insbesondere die Qualitätsweinbaulagen auf der gegenüberliegenden Moselseite. Das Übersetzen mit der Fähre gehörte zum Alltag der Lösnicher Winzer, um ihrer täglichen Arbeit nachzukommen. Gefährdungen und Beeinträchtigungen beim Übersetzen wurden durch den Ausbau der Mosel zur Großschifffahrtsstraße beträchtlich erhöht.
Aufgrund dieser Entwicklungen wurden im Juli 1960 erstmals Gespräche zwischen den Vertretern der Gemeinden Lösnich und Erden geführt, die Überlegungen eines gemeinsamen Brückenbaus zum Inhalt hatten. Die Absicht, auch die Gemeinde Kinheim für das Bauprojekt zu interessieren, scheiterte hinsichtlich des Standortes.
Kinheim entschied sich für den Bau einer eigenen Wirtschaftsbrücke, die eine direkte Verbindung zu ihrem Ortsteil Kindel schaffte. Der anfängliche Plan der Lösnicher und Erdener zum Bau einer Wirtschaftsbrücke wurde von staatlichen Stellen nicht unterstützt, bis schließlich eine neue Situation das überörtliche Interesse an dieser Brückenverbindung weckte:
Durch die Einstellung des Schienenbetriebs der Moselbahn am 31. Dezember 1962 wurden die Orte Lösnich und Erden hart betroffen. Außer diesem öffentlichen Verkehrsmittel bestand an überörtlichen Verkehrsverbindungen nur noch eine in schlechtem Ausbauzustand befindliche und durch enge Ortsdurchfahrten behinderte Stichstraße von Zeltingen nach Lösnich. Der Betrieb der Fähren in Lösnich und Kindel wurde durch die genannten Gründe immer schwieriger. Im Februar 1963 wurde schließlich im Sitzungssaal des Landratsamtes in Bernkastei von Staatsminister Dr. Eicher die Zusicherung überbracht, geeignete Verkehrsmaßnahmen zum Ausgleich der eingetretenen Verkehrsnachteile zu treffen. Dazu zählten der Bau eine Brücke am Westausgang von Lösnich und der Bau einer neuen Landesstraße, der Trasse der Moselbahn folgend über Erden und Rachtig bis Zeltingen.

### Übergabe und Einweihung der Brücke

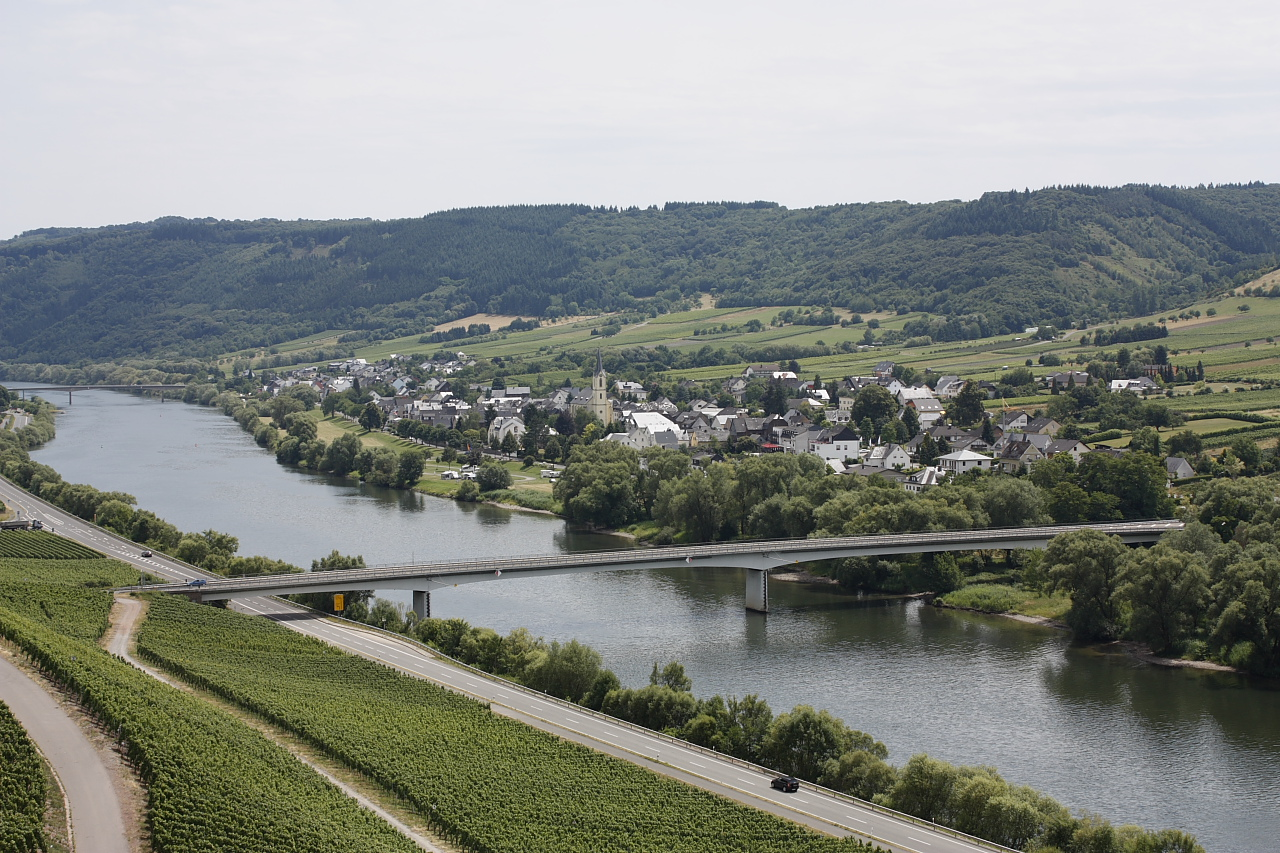
Blick auf Lösnich mit der neuen Moselbrücke von 1968

Nachdem im März 1965 mit den Arbeiten zum Bau einer Brücke begonnen worden war, erfolgte am 16. März 1968 die offizielle Übergabe der neuen Brücke durch den Minister für Wirtschaft und Verkehr, Herrn Staatsminister Neubauer. Im Rahmen eines gemeinsamen Brückenfestes mit dem Nachbarort Erden wurde die Einweihung der Brücke vom 25. bis 27. Mai 1968 in einem Festakt  begangen. Mit der neuen Brücke wurde gleichzeitig mit dem Bau der neuen Landesstraße begonnen, die der alten Trasse der stillgelegten Moselbahn in Richtung Zeltingen folgte.